# 2025 ATP 투어
2025 ATP 투어(2025 ATP Tour)는 2025년 테니스 시즌을 위해 ATP가 주최하는 세계 엘리트 남자 프로 테니스 서킷이다. 2025 ATP 투어 캘린더는 ITF가 감독하는 그랜드 슬램 토너먼트, ATP 파이널스, ATP 1000, ATP 500, ATP 250, 그리고 유나이티드 컵(WTA와 공동 주최)으로 구성된다. 2025년 캘린더에는 데이비스컵(ITF 주최), 넥스트 젠 ATP 파이널스, 호프먼컵 및 레이버 컵도 포함되어 있으며, 이들은 랭킹 포인트를 분배하지 않는다.

## 일정
다음은 2025년 캘린더의 대회 일정이다.
| 그랜드 슬램  |
| ATP 파이널스 |
| ATP 1000     |
| ATP 500      |
| ATP 250      |
| 팀 이벤트    |

### 1월
| 주                | 토너먼트 | 우승자 | 준우승자 | 준결승 진출자                              | 8강 진출자                                                                    |
| ----------------- | --- | --- | --- | ------------------------------------------ | ----------------------------------------------------------------------------- |
| 12월 30일         | 유나이티드 컵 퍼스/시드니, 오스트레일리아 유나이티드 컵 하드 – $10,000,000 – 18개 팀 | 미국 2–0 | 폴란드 | 카자흐스탄 체코                            | 독일 영국 중화인민공화국 이탈리아                                             |
| 12월 30일         | 홍콩 오픈 홍콩 특별행정구 ATP 250 하드 – $766,290 – 28S/16Q/16D 단식 – 복식 | 알렉상드르 뮐레르 2–6, 6–1, 6–3 | 니시코리 게이 | 샹쥔청 하우메 무나르                       | 파비안 마로잔 캐머런 노리 아르튀르 피스 로렌초 무세티                         |
| 12월 30일         | 홍콩 오픈 홍콩 특별행정구 ATP 250 하드 – $766,290 – 28S/16Q/16D 단식 – 복식 | 산데르 아렌츠 루크 존슨 7–5, 4–6, [10–7] | 카렌 하차노프 · 안드레이 루블료프 | 샹쥔청 하우메 무나르                       | 파비안 마로잔 캐머런 노리 아르튀르 피스 로렌초 무세티                         |
| 12월 30일         | 브리즈번 인터내셔널 브리즈번, 오스트레일리아 ATP 250 하드 – $680,140 – 32S/24Q/24D 남자 단식 – 남자 복식 | 이르지 레헤츠카 4–1 ret. | 라일리 오펠카 | 조반니 음페치 페리카르 그리고르 디미트로프 | 노바크 조코비치 야쿠프 멘시크 니콜라스 하리 조던 톰슨                         |
| 12월 30일         | 브리즈번 인터내셔널 브리즈번, 오스트레일리아 ATP 250 하드 – $680,140 – 32S/24Q/24D 남자 단식 – 남자 복식 | 줄리안 캐시 로이드 글래스풀 6–3, 6–7(2–7), [10–6] | 이르지 레헤츠카 야쿠프 멘시크 | 조반니 음페치 페리카르 그리고르 디미트로프 | 노바크 조코비치 야쿠프 멘시크 니콜라스 하리 조던 톰슨                         |
| 1월 6일           | 애들레이드 인터내셔널 애들레이드, 오스트레일리아 ATP 250 하드 – $766,290 – 28S/16Q/24D 남자 단식 – 남자 복식 | 펠릭스 오제알리아심 6–3, 3–6, 6–1 | 세바스티안 코르다 | 토미 폴 미오미르 케츠마노비치              | 링키 히지카타 마르코스 기론 뱅자맹 봉지 서나시 코키나키스                     |
| 1월 6일           | 애들레이드 인터내셔널 애들레이드, 오스트레일리아 ATP 250 하드 – $766,290 – 28S/16Q/24D 남자 단식 – 남자 복식 | 시모네 볼렐리 안드레아 바바소리 4–6, 7–6(7–4), [11–9] | 케빈 크라비츠 팀 퓌츠 | 토미 폴 미오미르 케츠마노비치              | 링키 히지카타 마르코스 기론 뱅자맹 봉지 서나시 코키나키스                     |
| 1월 6일           | 오클랜드 오픈 오클랜드, 뉴질랜드 ATP 250 하드 – $766,290 – 28S/16Q/16D 남자 단식 – 남자 복식 | 가엘 몽피스 6–3, 6–4 | 지주 베르그스 | 누누 보르즈스 니세시 바사바레디            | 야쿠프 멘시크 로베르토 카르바예스 바에나 파쿤도 디아스 아코스타 알렉스 미켈슨 |
| 1월 6일           | 오클랜드 오픈 오클랜드, 뉴질랜드 ATP 250 하드 – $766,290 – 28S/16Q/16D 남자 단식 – 남자 복식 | 니콜라 멕티치 마이클 비너스 Walkover | 크리스티안 해리슨 러지브 람 | 누누 보르즈스 니세시 바사바레디            | 야쿠프 멘시크 로베르토 카르바예스 바에나 파쿤도 디아스 아코스타 알렉스 미켈슨 |
| 1월 13일 1월 20일 | 오스트레일리아 오픈 멜버른, 오스트레일리아 그랜드 슬램 하드 – A$43,250,000 128S/128Q/64D/32X 남자 단식 – 남자 복식 – 혼합 | 야닉 시너 6–3, 7–6(7–4), 6–3 | 알렉산더 츠베레프 | 벤 셸턴 노바크 조코비치                    | 앨릭스 디미노어 로렌초 소네고 카를로스 알카라스 토미 폴                       |
| 1월 13일 1월 20일 | 오스트레일리아 오픈 멜버른, 오스트레일리아 그랜드 슬램 하드 – A$43,250,000 128S/128Q/64D/32X 남자 단식 – 남자 복식 – 혼합 | 하리 헬리오바라 헨리 패튼 6–7(16–18), 7–6(7–5), 6–3 | 시모네 볼렐리 안드레아 바바소리 | 벤 셸턴 노바크 조코비치                    | 앨릭스 디미노어 로렌초 소네고 카를로스 알카라스 토미 폴                       |
| 1월 13일 1월 20일 | 오스트레일리아 오픈 멜버른, 오스트레일리아 그랜드 슬램 하드 – A$43,250,000 128S/128Q/64D/32X 남자 단식 – 남자 복식 – 혼합 | 올리비아 가데츠키 존 피어스 3–6, 6–4, [10–6] | 킴벌리 버렐 존 패트릭 스미스 | 벤 셸턴 노바크 조코비치                    | 앨릭스 디미노어 로렌초 소네고 카를로스 알카라스 토미 폴                       |
| 1월 27일          | 데이비스컵 예선 1라운드 스톡홀름, 스웨덴 – 하드 (실내) 몬트리올, 캐나다 – 하드 (실내) 빌뉴스, 리투아니아 – 하드 (실내) 타이베이, 중화 타이베이 – 하드 (실내) 코펜하겐, 덴마크 – 하드 (실내) 오시예크, 크로아티아 – 하드 (실내) 오를레앙, 프랑스 – 하드 (실내) 빌, 스위스 – 하드 (실내) 오스트라바, 체코 – 하드 (실내) 미키, 일본 – 하드 (실내) 슈베하트, 오스트리아 – 클레이 (실내) 하셀트, 벨기에 – 하드 (실내) 피엘함마르, 노르웨이 – 하드 (실내) | 예선 라운드 우승팀 · 오스트레일리아 3–1 · 헝가리 3–2 · 독일 3–1 · 미국 4–0 · 덴마크 3–2 · 크로아티아 3–1 · 프랑스 4–0 · 스페인 3–1 · 체코 4–0 · 일본 3–2 · 오스트리아 4–0 · 벨기에 3–1 · 아르헨티나 3–2 | 예선 라운드 패배팀 · 스웨덴 · 캐나다 · 이스라엘 · 중화 타이베이 · 세르비아 · 슬로바키아 · 브라질 · 스위스 · 대한민국 · 영국 · 핀란드 · 칠레 · 노르웨이 |                                            |                                                                               |
| 1월 27일          | 오픈 옥시타니 몽펠리에, 프랑스 ATP 250 하드 (실내) – €622,850 – 28S/16Q/16D 단식 – 복식 | 펠릭스 오제알리아심 6–2, 6–7(7–9), 7–6(7–2) | 알렉산다르 코바체비치 | 안드레이 루블료프 · 제스퍼 드 종           | 니콜로즈 바실라슈빌리 알렉산더 부블리크 탈론 그릭스푸어 부윈차오커테          |
| 1월 27일          | 오픈 옥시타니 몽펠리에, 프랑스 ATP 250 하드 (실내) – €622,850 – 28S/16Q/16D 단식 – 복식 | 로빈 하세 보티크 반 드 잔트슐프 6–7(7–9), 6–3, [10–5] | 탈론 그릭스푸어 바르트 스테벤스 | 안드레이 루블료프 · 제스퍼 드 종           | 니콜로즈 바실라슈빌리 알렉산더 부블리크 탈론 그릭스푸어 부윈차오커테          |

### 2월
| 주       | 토너먼트                                                                                                  | 우승자                                                      | 준우승자                              | 준결승 진출자                            | 8강 진출자                                                                      |
| -------- | --- | ----------------------------------------------------------- | ------------------------------------- | ---------------------------------------- | ------------------------------------------------------------------------------- |
| 2월 3일  | 댈러스 오픈 댈러스, 미국 ATP 500 하드 (실내) – $3,035,960 – 32S/16Q/16D 단식 – 복식                       | 데니스 샤포발로프 7–6(7–5), 6–3                             | 카스페르 루드                         | 토미 폴 하우메 무나르                    | 토마시 마하치 라일리 오펠카 마테오 아르날디 니시오카 요시히토                   |
| 2월 3일  | 댈러스 오픈 댈러스, 미국 ATP 500 하드 (실내) – $3,035,960 – 32S/16Q/16D 단식 – 복식                       | 크리스티안 해리슨 에반 킹 7–6(7–4), 7–6(7–4)                | 아리엘 베하르 로버트 갤러웨이         | 토미 폴 하우메 무나르                    | 토마시 마하치 라일리 오펠카 마테오 아르날디 니시오카 요시히토                   |
| 2월 3일  | 로테르담 오픈 로테르담, 네덜란드 ATP 500 하드 (실내) – €2,563,150 – 32S/16Q/16D 단식 – 복식               | 카를로스 알카라스 6–4, 3–6, 6–2                             | 앨릭스 디미노어                       | 후베르트 후르카치 마티아 벨루치          | 페드로 마르티네스 · 안드레이 루블료프 · 다니엘 알트마이어 · 스테파노스 치치파스 |
| 2월 3일  | 로테르담 오픈 로테르담, 네덜란드 ATP 500 하드 (실내) – €2,563,150 – 32S/16Q/16D 단식 – 복식               | 시모네 볼렐리 안드레아 바바소리 6–2, 4–6, [10–6]            | 산데르 길레 얀 지엘린스키             | 후베르트 후르카치 마티아 벨루치          | 페드로 마르티네스 · 안드레이 루블료프 · 다니엘 알트마이어 · 스테파노스 치치파스 |
| 2월 10일 | 델레이비치 오픈 델레이비치, 미국 ATP 250 하드 – $710,735 – 28S/16Q/16D 단식 – 복식                        | 미오미르 케츠마노비치 3–6, 6–1, 7–5                         | 알레한드로 다비도비치 포키나          | 마테오 아르날디 알렉스 미켈슨            | 테일러 프리츠 브랜던 나카시마 캐머런 노리 마르코스 기론                         |
| 2월 10일 | 델레이비치 오픈 델레이비치, 미국 ATP 250 하드 – $710,735 – 28S/16Q/16D 단식 – 복식                        | 미오미르 케츠마노비치 브랜던 나카시마 7–6(7–3), 1–6, [10–3] | 틀:국기그름 크리스티안 해리슨 에반 킹 | 마테오 아르날디 알렉스 미켈슨            | 테일러 프리츠 브랜던 나카시마 캐머런 노리 마르코스 기론                         |
| 2월 10일 | 오픈 13 마르세유, 프랑스 ATP 250 하드 (실내) – €767,545 – 28S/16Q/16D 단식 – 복식                         | 위고 욍베르 7–6(7–4), 6–4                                   | 하마드 메제도비치                     | 다닐 메드베데프 · 지주 베르그스          | 얀레나르트 슈트루프 다니엘 알트마이어 장즈전 로렌초 소네고                      |
| 2월 10일 | 오픈 13 마르세유, 프랑스 ATP 250 하드 (실내) – €767,545 – 28S/16Q/16D 단식 – 복식                         | 뱅자맹 봉지 피에르위그 에르베르 6–3, 6–4                    | 산데르 길레 얀 지엘린스키             | 다닐 메드베데프 · 지주 베르그스          | 얀레나르트 슈트루프 다니엘 알트마이어 장즈전 로렌초 소네고                      |
| 2월 10일 | 아르헨티나 오픈 부에노스아이레스, 아르헨티나 ATP 250 클레이 (적색) – $688,985 – 28S/16Q/16D 단식 – 복식   | 주앙 폰세카 6–4, 7–6(7–1)                                   | 프란시스코 세룬돌로                   | 페드로 마르티네스 라스로 제레            | 알렉산더 츠베레프 로렌초 무세티 치아구 세이보스 빌트 마리아노 나보네            |
| 2월 10일 | 아르헨티나 오픈 부에노스아이레스, 아르헨티나 ATP 250 클레이 (적색) – $688,985 – 28S/16Q/16D 단식 – 복식   | 기예르모 안드레오지 테오 아리바게 7–5, 4–6, [10–7]          | 라파엘 마토스 마르셀루 멜루           | 페드로 마르티네스 라스로 제레            | 알렉산더 츠베레프 로렌초 무세티 치아구 세이보스 빌트 마리아노 나보네            |
| 2월 17일 | 카타르 오픈 도하, 카타르 ATP 500 하드 – $3,035,960 – 32S/16Q/16D 단식 – 복식                              | 안드레이 루블료프 · 7–5, 5–7, 6–1                           | 잭 드레이퍼                           | 이르지 레헤츠카 펠릭스 오제알리아심      | 카를로스 알카라스 · 마테오 베레티니 · 다닐 메드베데프 · 앨릭스 디미노어         |
| 2월 17일 | 카타르 오픈 도하, 카타르 ATP 500 하드 – $3,035,960 – 32S/16Q/16D 단식 – 복식                              | 줄리안 캐시 로이드 글래스풀 6–3, 6–2                        | 조 솔즈베리 닐 스컵스키               | 이르지 레헤츠카 펠릭스 오제알리아심      | 카를로스 알카라스 · 마테오 베레티니 · 다닐 메드베데프 · 앨릭스 디미노어         |
| 2월 17일 | 리우 오픈 리우데자네이루, 브라질 ATP 500 클레이 (적색) – $2,574,145 – 32S/16Q/16D 단식 – 복식             | 세바스티안 바에스 6–2, 6–3                                  | 알렉상드르 뮐레르                     | 프란시스코 코메사냐 카밀로 우고 카라벨리 | 알렉산더 츠베레프 프란시스코 세룬돌로 청춘신 하이메 파리아                      |
| 2월 17일 | 리우 오픈 리우데자네이루, 브라질 ATP 500 클레이 (적색) – $2,574,145 – 32S/16Q/16D 단식 – 복식             | 라파엘 마토스 마르셀루 멜루 6–2, 7–5                        | 페드로 마르티네스 하우메 무나르       | 프란시스코 코메사냐 카밀로 우고 카라벨리 | 알렉산더 츠베레프 프란시스코 세룬돌로 청춘신 하이메 파리아                      |
| 2월 24일 | 두바이 테니스 챔피언십 두바이, 아랍에미리트 ATP 500 하드 – $3,415,700 – 32S/16Q/16D 남자 단식 – 남자 복식 | 스테파노스 치치파스 6–3, 6–3                                | 펠릭스 오제알리아심                   | 탈론 그릭스푸어 캉탱 알리스              | 다닐 메드베데프 · 마테오 베레티니 · 루카 나르디 · 마린 칠리치                   |
| 2월 24일 | 두바이 테니스 챔피언십 두바이, 아랍에미리트 ATP 500 하드 – $3,415,700 – 32S/16Q/16D 남자 단식 – 남자 복식 | 유키 밤브리 알렉세이 포피린 3–6, 7–6(14–12), [10–8]         | 하리 헬리오바라 헨리 패튼             | 탈론 그릭스푸어 캉탱 알리스              | 다닐 메드베데프 · 마테오 베레티니 · 루카 나르디 · 마린 칠리치                   |
| 2월 24일 | 멕시코 오픈 아카풀코, 멕시코 ATP 500 하드 – $2,763,440 – 32S/16Q/16D 단식 – 복식                          | 토마시 마하치 7–6(8–6), 6–2                                 | 알레한드로 다비도비치 포키나          | 브랜던 나카시마 데니스 샤포발로프        | 러너 티엔 다비드 고핀 마르코스 기론 로드리고 파체코 멘데스                      |
| 2월 24일 | 멕시코 오픈 아카풀코, 멕시코 ATP 500 하드 – $2,763,440 – 32S/16Q/16D 단식 – 복식                          | 크리스티안 해리슨 에반 킹 6–4, 6–0                          | 사디오 둠비아 파비앙 르불             | 브랜던 나카시마 데니스 샤포발로프        | 러너 티엔 다비드 고핀 마르코스 기론 로드리고 파체코 멘데스                      |
| 2월 24일 | 칠레 오픈 산티아고, 칠레 ATP 250 클레이 (적색) – $710,735 – 28S/16Q/16D 단식 – 복식                       | 라스로 제레 6–4, 3–6, 7–5                                   | 세바스티안 바에스                     | 프란시스코 세룬돌로 카밀로 우고 카라벨리 | 토마스 마르틴 에체베리 하이메 파리아 다미르 주머 페데리코 코리아                |
| 2월 24일 | 칠레 오픈 산티아고, 칠레 ATP 250 클레이 (적색) – $710,735 – 28S/16Q/16D 단식 – 복식                       | 니콜라스 바리엔토스 리트빅 초두리 볼리팔리 6–3, 6–2         | 막시모 곤살레스 안드레스 몰테니       | 프란시스코 세룬돌로 카밀로 우고 카라벨리 | 토마스 마르틴 에체베리 하이메 파리아 다미르 주머 페데리코 코리아                |

### 3월
| 주                | 토너먼트                                                                                               | 우승자                                              | 준우승자                                   | 준결승 진출자                                | 8강 진출자                                                            |
| ----------------- | --- | --------------------------------------------------- | ------------------------------------------ | -------------------------------------------- | --------------------------------------------------------------------- |
| 3월 3일 3월 10일  | 인디언웰스 오픈 인디언웰스, 미국 ATP 1000 하드 – $9,693,540 – 96S/48Q/32D 남자 단식 – 남자 복식 – 혼합 | 잭 드레이퍼 6–2, 6–2                                | 홀게르 루네                                | 다닐 메드베데프 · 카를로스 알카라스          | 탈론 그릭스푸어 아르튀르 피스 벤 셸턴 프란시스코 세룬돌로             |
| 3월 3일 3월 10일  | 인디언웰스 오픈 인디언웰스, 미국 ATP 1000 하드 – $9,693,540 – 96S/48Q/32D 남자 단식 – 남자 복식 – 혼합 | 마르셀로 아레발로 마테 파비치 6–3, 6–4              | 세바스티안 코르다 조던 톰슨                | 다닐 메드베데프 · 카를로스 알카라스          | 탈론 그릭스푸어 아르튀르 피스 벤 셸턴 프란시스코 세룬돌로             |
| 3월 3일 3월 10일  | 인디언웰스 오픈 인디언웰스, 미국 ATP 1000 하드 – $9,693,540 – 96S/48Q/32D 남자 단식 – 남자 복식 – 혼합 | 사라 에라니 안드레아 바바소리 6–7(3–7), 6–3, [10–8] | 베서니 매틱샌즈 마테 파비치                | 다닐 메드베데프 · 카를로스 알카라스          | 탈론 그릭스푸어 아르튀르 피스 벤 셸턴 프란시스코 세룬돌로             |
| 3월 17일 3월 24일 | 마이애미 오픈 마이애미가든스, 미국 ATP 1000 하드 – $9,193,540 – 96S/48Q/32D 남자 단식 – 남자 복식      | 야쿠프 멘시크 7–6(7–4), 7–6(7–4)                    | 노바크 조코비치                            | 테일러 프리츠 그리고르 디미트로프            | 아르튀르 피스 마테오 베레티니 세바스티안 코르다 프란시스코 세룬돌로   |
| 3월 17일 3월 24일 | 마이애미 오픈 마이애미가든스, 미국 ATP 1000 하드 – $9,193,540 – 96S/48Q/32D 남자 단식 – 남자 복식      | 마르셀로 아레발로 마테 파비치 7–6(7–3), 6–3         | 줄리안 캐시 로이드 글래스풀                | 테일러 프리츠 그리고르 디미트로프            | 아르튀르 피스 마테오 베레티니 세바스티안 코르다 프란시스코 세룬돌로   |
| 3월 31일          | US 남자 클레이 코트 챔피언십 휴스턴, 미국 ATP 250 클레이 (자주색) – $710,735 – 28S/16Q/16D 단식 – 복식 | 젠슨 브룩스비 6–4, 6–2                              | 프란시스 티아포                            | 토미 폴 브랜던 나카시마                      | 콜튼 스미스 알렉산다르 코바체비치 크리스토퍼 유뱅크스 알렉스 미켈슨   |
| 3월 31일          | US 남자 클레이 코트 챔피언십 휴스턴, 미국 ATP 250 클레이 (자주색) – $710,735 – 28S/16Q/16D 단식 – 복식 | 페르난도 롬볼리 존 패트릭 스미스 6–1, 6–4           | 페데리코 아구스틴 고메스 산티아고 곤살레스 | 토미 폴 브랜던 나카시마                      | 콜튼 스미스 알렉산다르 코바체비치 크리스토퍼 유뱅크스 알렉스 미켈슨   |
| 3월 31일          | 하산 2세 그랑프리 마라케시, 모로코 ATP 250 클레이 (적색) – €622,850 – 28S/16Q/16D 단식 – 복식          | 루치아노 다르데리 7–6(7–3), 7–6(7–4)                | 탈론 그릭스푸어                            | 카밀 마이흐르자크 로베르토 카르바예스 바에나 | 마티아 벨루치 알렉상드르 뮐레르 누누 보르즈스 비트 코프르지바         |
| 3월 31일          | 하산 2세 그랑프리 마라케시, 모로코 ATP 250 클레이 (적색) – €622,850 – 28S/16Q/16D 단식 – 복식          | 페트르 노우자 파트리크 리클 6–3, 6–4                | 위고 니스 에두아르 로제바슬랭              | 카밀 마이흐르자크 로베르토 카르바예스 바에나 | 마티아 벨루치 알렉상드르 뮐레르 누누 보르즈스 비트 코프르지바         |
| 3월 31일          | 루마니아 오픈 부쿠레슈티, 루마니아 ATP 250 클레이 (적색) – €622,850 – 28S/16Q/16D 단식 – 복식          | 플라비오 코볼리 6–4, 6–4                            | 세바스티안 바에스                          | 마르톤 푸크소비치 다미르 주머                | 프란시스코 코메사냐 크리스토퍼 오코넬 필립 미솔리치 페드로 마르티네스 |
| 3월 31일          | 루마니아 오픈 부쿠레슈티, 루마니아 ATP 250 클레이 (적색) – €622,850 – 28S/16Q/16D 단식 – 복식          | 마르셀 그라노예르스 오라시오 세바요스 7–6(7–3), 6–4 | 야콥 슈나이텔 마크 발너                    | 마르톤 푸크소비치 다미르 주머                | 프란시스코 코메사냐 크리스토퍼 오코넬 필립 미솔리치 페드로 마르티네스 |

### 4월
| 주                | 토너먼트 | 우승자                                               | 준우승자                      | 준결승 진출자                                | 8강 진출자                                                                     |
| ----------------- | --- | ---------------------------------------------------- | ----------------------------- | -------------------------------------------- | ------------------------------------------------------------------------------ |
| 4월 7일           | 몬테카를로 마스터스 로크브륀카프마르탱, 프랑스 ATP 1000 클레이 (적색) – €6,832,435 – 56S/28Q/32D 단식 – 복식 | 카를로스 알카라스 3–6, 6–1, 6–0                      | 로렌초 무세티                 | 앨릭스 디미노어 알레한드로 다비도비치 포키나 | 스테파노스 치치파스 그리고르 디미트로프 알렉세이 포피린 아르튀르 피스          |
| 4월 7일           | 몬테카를로 마스터스 로크브륀카프마르탱, 프랑스 ATP 1000 클레이 (적색) – €6,832,435 – 56S/28Q/32D 단식 – 복식 | 로맹 아르네오도 마뉘엘 기나르 1–6, 7–6(10–8), [10–8] | 줄리안 캐시 로이드 글래스풀   | 앨릭스 디미노어 알레한드로 다비도비치 포키나 | 스테파노스 치치파스 그리고르 디미트로프 알렉세이 포피린 아르튀르 피스          |
| 4월 14일          | 바르셀로나 오픈 바르셀로나, 스페인 ATP 500 클레이 (적색) – €3,050,800 – 32S/24Q/16D 단식 – 복식              | 홀게르 루네 7–6(8–6), 6–2                            | 카를로스 알카라스             | 아르튀르 피스 · 카렌 하차노프                | 앨릭스 디미노어 스테파노스 치치파스 알레한드로 다비도비치 포키나 카스페르 루드 |
| 4월 14일          | 바르셀로나 오픈 바르셀로나, 스페인 ATP 500 클레이 (적색) – €3,050,800 – 32S/24Q/16D 단식 – 복식              | 산데르 아렌츠 루크 존슨 6–3, 6–7(1–7), [10–6]        | 조 솔즈베리 닐 스컵스키       | 아르튀르 피스 · 카렌 하차노프                | 앨릭스 디미노어 스테파노스 치치파스 알레한드로 다비도비치 포키나 카스페르 루드 |
| 4월 14일          | 바이에른 국제 테니스 챔피언십 뮌헨, 독일 ATP 500 클레이 (적색) – €2,747,360 – 32S/16Q/16D 단식 – 복식        | 알렉산더 츠베레프 6–2, 6–4                           | 벤 셸턴                       | 파비안 마로잔 프란시스코 세룬돌로            | 탈론 그릭스푸어 지주 베르그스 다비드 고핀 루치아노 다르데리                    |
| 4월 14일          | 바이에른 국제 테니스 챔피언십 뮌헨, 독일 ATP 500 클레이 (적색) – €2,747,360 – 32S/16Q/16D 단식 – 복식        | 앙드레 예란손 셈 베르베크 6–4, 6–4                   | 케빈 크라비츠 팀 퓌츠         | 파비안 마로잔 프란시스코 세룬돌로            | 탈론 그릭스푸어 지주 베르그스 다비드 고핀 루치아노 다르데리                    |
| 4월 21일 4월 28일 | 마드리드 오픈 마드리드, 스페인 ATP 1000 클레이 (적색) – €9,797,365 – 96S/48Q/32D 남자 단식 – 남자 복식       | 카스페르 루드 7–5, 3–6, 6–4                          | 잭 드레이퍼                   | 프란시스코 세룬돌로 로렌초 무세티            | 야쿠프 멘시크 · 다닐 메드베데프 · 마테오 아르날디 · 가브리엘 디알로            |
| 4월 21일 4월 28일 | 마드리드 오픈 마드리드, 스페인 ATP 1000 클레이 (적색) – €9,797,365 – 96S/48Q/32D 남자 단식 – 남자 복식       | 마르셀 그라노예르스 오라시오 세바요스 6–4, 6–4       | 마르셀로 아레발로 마테 파비치 | 프란시스코 세룬돌로 로렌초 무세티            | 야쿠프 멘시크 · 다닐 메드베데프 · 마테오 아르날디 · 가브리엘 디알로            |

### 5월
| 주               | 토너먼트 | 우승자                                                    | 준우승자                        | 준결승 진출자                              | 8강 진출자                                                                 |
| ---------------- | --- | --------------------------------------------------------- | ------------------------------- | ------------------------------------------ | -------------------------------------------------------------------------- |
| 5월 5일 5월 12일 | 이탈리아 오픈 로마, 이탈리아 ATP 1000 클레이 (적색) – €9,645,265 – 96S/48Q/32D 남자 단식 – 남자 복식              | 카를로스 알카라스 7–6(7–5), 6–1                           | 야닉 시너                       | 토미 폴 로렌초 무세티                      | 카스페르 루드 후베르트 후르카치 잭 드레이퍼 알렉산더 츠베레프              |
| 5월 5일 5월 12일 | 이탈리아 오픈 로마, 이탈리아 ATP 1000 클레이 (적색) – €9,645,265 – 96S/48Q/32D 남자 단식 – 남자 복식              | 마르셀로 아레발로 마테 파비치 6–4, 6–7(6–8), [13–11]      | 사디오 둠비아 파비앙 르불       | 토미 폴 로렌초 무세티                      | 카스페르 루드 후베르트 후르카치 잭 드레이퍼 알렉산더 츠베레프              |
| 5월 19일         | 함부르크 오픈 함부르크, 독일 ATP 500 클레이 (적색) – €2,320,160 – 32S/16Q/16D 남자 단식 – 남자 복식               | 플라비오 코볼리 6–2, 6–4                                  | 안드레이 루블료프               | 펠릭스 오제알리아심 토마스 마르틴 에체베리 | 알렉상드르 뮐레르 루치아노 다르데리 이르지 레헤츠카 로베르토 바티스타 아굿 |
| 5월 19일         | 함부르크 오픈 함부르크, 독일 ATP 500 클레이 (적색) – €2,320,160 – 32S/16Q/16D 남자 단식 – 남자 복식               | 시모네 볼렐리 안드레아 바바소리 6–4, 6–0                  | 안드레스 몰테니 페르난도 롬볼리 | 펠릭스 오제알리아심 토마스 마르틴 에체베리 | 알렉상드르 뮐레르 루치아노 다르데리 이르지 레헤츠카 로베르토 바티스타 아굿 |
| 5월 19일         | 제네바 오픈 제네바, 스위스 ATP 250 클레이 (적색) – €622,850 – 28S/16Q/16D 단식 – 복식                             | 노바크 조코비치 5–7, 7–6(7–2), 7–6(7–2)                   | 후베르트 후르카치               | 세바스티안 오프너 캐머런 노리              | 테일러 프리츠 · 카렌 하차노프 · 알렉세이 포피린 · 마테오 아르날디          |
| 5월 19일         | 제네바 오픈 제네바, 스위스 ATP 250 클레이 (적색) – €622,850 – 28S/16Q/16D 단식 – 복식                             | 사디오 둠비아 파비앙 르불 6–7(4–7), 6–4, [11–9]           | 아리엘 베하르 요란 플리겐       | 세바스티안 오프너 캐머런 노리              | 테일러 프리츠 · 카렌 하차노프 · 알렉세이 포피린 · 마테오 아르날디          |
| 5월 26일 6월 2일 | 프랑스 오픈 파리, 프랑스 그랜드 슬램 클레이 (적색) – €26,334,000 – 128S/128Q/64D/32X 남자 단식 – 남자 복식 – 혼합 | 카를로스 알카라스 4–6, 6–7(4–7), 6–4, 7–6(7–3), 7–6(10–2) | 야닉 시너                       | 노바크 조코비치 로렌초 무세티              | 알렉산더 부블리크 알렉산더 츠베레프 프란시스 티아포 토미 폴                |
| 5월 26일 6월 2일 | 프랑스 오픈 파리, 프랑스 그랜드 슬램 클레이 (적색) – €26,334,000 – 128S/128Q/64D/32X 남자 단식 – 남자 복식 – 혼합 | 마르셀 그라노예르스 오라시오 세바요스 6–0, 6–7(5–7), 7–5  | 조 솔즈베리 닐 스컵스키         | 노바크 조코비치 로렌초 무세티              | 알렉산더 부블리크 알렉산더 츠베레프 프란시스 티아포 토미 폴                |
| 5월 26일 6월 2일 | 프랑스 오픈 파리, 프랑스 그랜드 슬램 클레이 (적색) – €26,334,000 – 128S/128Q/64D/32X 남자 단식 – 남자 복식 – 혼합 | 사라 에라니 안드레아 바바소리 6–4, 6–2                    | 테일러 타운젠드 에반 킹         | 노바크 조코비치 로렌초 무세티              | 알렉산더 부블리크 알렉산더 츠베레프 프란시스 티아포 토미 폴                |

### 6월
| 주               | 토너먼트 | 우승자                                               | 준우승자                        | 준결승 진출자                            | 8강 진출자                                                         |
| ---------------- | --- | ---------------------------------------------------- | ------------------------------- | ---------------------------------------- | ------------------------------------------------------------------ |
| 6월 9일          | 슈투트가르트 오픈 슈투트가르트, 독일 ATP 250 잔디 – €778,445 – 28S/16Q/16D 단식 – 복식                           | 테일러 프리츠 6–3, 7–6(7–0)                          | 알렉산더 츠베레프               | 벤 셸턴 펠릭스 오제알리아심              | 브랜던 나카시마 이르지 레헤츠카 저스틴 엔겔 마르톤 푸크소비치      |
| 6월 9일          | 슈투트가르트 오픈 슈투트가르트, 독일 ATP 250 잔디 – €778,445 – 28S/16Q/16D 단식 – 복식                           | 산티아고 곤살레스 오스틴 크라이첵 6–4, 6–4           | 알렉스 미켈슨 러지브 람         | 벤 셸턴 펠릭스 오제알리아심              | 브랜던 나카시마 이르지 레헤츠카 저스틴 엔겔 마르톤 푸크소비치      |
| 6월 9일          | 로스말렌 잔디 코트 챔피언십 스헤르토헨보스, 네덜란드 ATP 250 잔디 – €733,665 – 28S/16Q/16D 남자 단식 – 남자 복식 | 가브리엘 디알로 7–5, 7–6(10–8)                       | 지주 베르그스                   | 라일리 오펠카 위고 욍베르                | 다닐 메드베데프 · 마크 라얄 · 카렌 하차노프 · 누누 보르즈스        |
| 6월 9일          | 로스말렌 잔디 코트 챔피언십 스헤르토헨보스, 네덜란드 ATP 250 잔디 – €733,665 – 28S/16Q/16D 남자 단식 – 남자 복식 | 매슈 에브덴 조던 톰슨 6–4, 3–6, [10–7]               | 줄리안 캐시 로이드 글래스풀     | 라일리 오펠카 위고 욍베르                | 다닐 메드베데프 · 마크 라얄 · 카렌 하차노프 · 누누 보르즈스        |
| 6월 16일         | 할레 오픈 할레, 독일 ATP 500 잔디 – €2,683,820 – 32S/16Q/16D 단식 – 복식                                         | 알렉산더 부블리크 6–3, 7–6(7–4)                      | 다닐 메드베데프                 | 카렌 하차노프 · 알렉산더 츠베레프        | 토마시 마하치 토마스 마르틴 에체베리 알렉스 미켈슨 플라비오 코볼리 |
| 6월 16일         | 할레 오픈 할레, 독일 ATP 500 잔디 – €2,683,820 – 32S/16Q/16D 단식 – 복식                                         | 케빈 크라비츠 팀 퓌츠 6–3, 7–6(7–4)                  | 시모네 볼렐리 안드레아 바바소리 | 카렌 하차노프 · 알렉산더 츠베레프        | 토마시 마하치 토마스 마르틴 에체베리 알렉스 미켈슨 플라비오 코볼리 |
| 6월 16일         | 퀸즈 클럽 챔피언십 런던, 영국 ATP 500 잔디 – €2,683,820 – 32S/16Q/16D 남자 단식 – 남자 복식                      | 카를로스 알카라스 7–5, 6–7(5–7), 6–2                 | 이르지 레헤츠카                 | 로베르토 바티스타 아굿 잭 드레이퍼       | 아르튀르 랭데르크네흐 홀게르 루네 제이콥 펀리 브랜던 나카시마      |
| 6월 16일         | 퀸즈 클럽 챔피언십 런던, 영국 ATP 500 잔디 – €2,683,820 – 32S/16Q/16D 남자 단식 – 남자 복식                      | 줄리안 캐시 로이드 글래스풀 6–3, 6–7(5–7), [10–6]    | 니콜라 멕티치 마이클 비너스     | 로베르토 바티스타 아굿 잭 드레이퍼       | 아르튀르 랭데르크네흐 홀게르 루네 제이콥 펀리 브랜던 나카시마      |
| 6월 23일         | 마요르카 챔피언십 산타 폰사, 스페인 ATP 250 잔디 – €622,850 – 28S/16Q/16D 단식 – 복식                            | 탈론 그릭스푸어 7–5, 7–6(7–3)                        | 코랑탱 무테                     | 알렉스 미켈슨 펠릭스 오제알리아심        | 러너 티엔 로베르토 바티스타 아굿 가브리엘 디알로 하마드 메제도비치 |
| 6월 23일         | 마요르카 챔피언십 산타 폰사, 스페인 ATP 250 잔디 – €622,850 – 28S/16Q/16D 단식 – 복식                            | 산티아고 곤살레스 오스틴 크라이첵 6−1, 1−6, [15−13]  | 유키 밤브리 로버트 갤러웨이     | 알렉스 미켈슨 펠릭스 오제알리아심        | 러너 티엔 로베르토 바티스타 아굿 가브리엘 디알로 하마드 메제도비치 |
| 6월 23일         | 이스트본 오픈 이스트본, 영국 ATP 250 잔디 – €783,690 – 28S/16Q/16D 남자 단식 – 남자 복식                         | 테일러 프리츠 7–5, 6–1                               | 젠슨 브룩스비                   | 알레한드로 다비도비치 포키나 위고 욍베르 | 마르코스 기론 야쿠프 멘시크 빌리 해리스 댄 에반스                  |
| 6월 23일         | 이스트본 오픈 이스트본, 영국 ATP 250 잔디 – €783,690 – 28S/16Q/16D 남자 단식 – 남자 복식                         | 줄리안 캐시 로이드 글래스풀 6–4, 7–6(7–3)            | 아리엘 베하르 요란 플리겐       | 알레한드로 다비도비치 포키나 위고 욍베르 | 마르코스 기론 야쿠프 멘시크 빌리 해리스 댄 에반스                  |
| 6월 30일 7월 7일 | 윔블던 선수권 대회 런던, 영국 그랜드 슬램 잔디 – £24,919,000 – 128S/128Q/64D/32X 남자 단식 – 남자 복식 – 혼합    | 야닉 시너 4–6, 6–4, 6–4, 6–4                         | 카를로스 알카라스               | 노바크 조코비치 테일러 프리츠            | 벤 셸턴 · 플라비오 코볼리 · 카렌 하차노프 · 캐머런 노리            |
| 6월 30일 7월 7일 | 윔블던 선수권 대회 런던, 영국 그랜드 슬램 잔디 – £24,919,000 – 128S/128Q/64D/32X 남자 단식 – 남자 복식 – 혼합    | 줄리안 캐시 로이드 글래스풀 6–2, 7–6(7–3)            | 링키 히지카타 데이비드 펠       | 노바크 조코비치 테일러 프리츠            | 벤 셸턴 · 플라비오 코볼리 · 카렌 하차노프 · 캐머런 노리            |
| 6월 30일 7월 7일 | 윔블던 선수권 대회 런던, 영국 그랜드 슬램 잔디 – £24,919,000 – 128S/128Q/64D/32X 남자 단식 – 남자 복식 – 혼합    | 카테르지나 시니아코바 셈 베르베크 7–6(7–3), 7–6(7–3) | 루이사 스테파니 조 솔즈베리     | 노바크 조코비치 테일러 프리츠            | 벤 셸턴 · 플라비오 코볼리 · 카렌 하차노프 · 캐머런 노리            |

### 7월
| 주               | 토너먼트                                                                                            | 우승자                                                     | 준우승자                            | 준결승 진출자                            | 8강 진출자                                                             |
| ---------------- | --------------------------------------------------------------------------------------------------- | ---------------------------------------------------------- | ----------------------------------- | ---------------------------------------- | ---------------------------------------------------------------------- |
| 7월 14일         | 호프먼컵 바리, 이탈리아 ITF 혼합팀 챔피언십 하드 – 6개 팀 (라운드 로빈)                             | 캐나다 · 2–1                                               | 이탈리아                            | 라운드 로빈 (그룹 A) · 그리스 · 스페인   | 라운드 로빈 (그룹 B) · 크로아티아 · 프랑스                             |
| 7월 14일         | 로스 카보스 오픈 로스 카보스, 멕시코 ATP 250 하드 – $920,480 – 28S/16Q/16D 단식 – 복식              | 데니스 샤포발로프 6–4, 6–2                                 | 알렉산다르 코바체비치               | 안드레이 루블료프 · 아담 월튼            | 에밀리오 나바 후안 파블로 피코비치 트리스탄 스쿨케이트 제임스 더크워스 |
| 7월 14일         | 로스 카보스 오픈 로스 카보스, 멕시코 ATP 250 하드 – $920,480 – 28S/16Q/16D 단식 – 복식              | 로버트 캐시 JJ 트레이시 7–6(7–4), 6–4                      | 블레이크 베일던 트리스탄 스쿨케이트 | 안드레이 루블료프 · 아담 월튼            | 에밀리오 나바 후안 파블로 피코비치 트리스탄 스쿨케이트 제임스 더크워스 |
| 7월 14일         | 스웨디시 오픈 보스타드, 스웨덴 ATP 250 클레이 (적색) – €622,850 – 28S/16Q/16D 남자 단식 – 남자 복식 | 루치아노 다르데리 6–4, 3–6, 6–3                            | 제스퍼 드 종                        | 프란시스코 세룬돌로 카밀로 우고 카라벨리 | 다미르 주머 세바스티안 바에스 필립 미솔리치 탈론 그릭스푸어            |
| 7월 14일         | 스웨디시 오픈 보스타드, 스웨덴 ATP 250 클레이 (적색) – €622,850 – 28S/16Q/16D 남자 단식 – 남자 복식 | 기예르모 안드레오지 산데르 아렌츠 6–7(4–7), 7–5, [10–6]    | 아담 파블라세크 얀 지엘린스키       | 프란시스코 세룬돌로 카밀로 우고 카라벨리 | 다미르 주머 세바스티안 바에스 필립 미솔리치 탈론 그릭스푸어            |
| 7월 14일         | 스위스 오픈 크슈타트, 스위스 ATP 250 클레이 (적색) – €622,850 – 28S/16Q/16D 단식 – 복식             | 알렉산더 부블리크 6–4, 4–6, 6–3                            | 후안 마누엘 세룬돌로                | 이그나시오 부세 아르튀르 카조            | 카스페르 루드 로만 안드레스 부르차가 제로메 김 프란시스코 코메사냐     |
| 7월 14일         | 스위스 오픈 크슈타트, 스위스 ATP 250 클레이 (적색) – €622,850 – 28S/16Q/16D 단식 – 복식             | 프란시스코 카브랄 루카스 미들러 6–7(4–7), 7–6(7–4), [10–3] | 헨드리크 제벤스 알바노 올리베티     | 이그나시오 부세 아르튀르 카조            | 카스페르 루드 로만 안드레스 부르차가 제로메 김 프란시스코 코메사냐     |
| 7월 21일         | 워싱턴 오픈 워싱턴 D.C. , 미국 ATP 500 하드 – $2,574,145 – 48S/24Q/16D 남자 단식 – 남자 복식        | · vs. ·                                                    | · vs. ·                             | vs. · vs.                                | vs. · vs. · vs. · vs.                                                  |
| 7월 21일         | 워싱턴 오픈 워싱턴 D.C. , 미국 ATP 500 하드 – $2,574,145 – 48S/24Q/16D 남자 단식 – 남자 복식        | / · vs. · /                                                |                                     | vs. · vs.                                | vs. · vs. · vs. · vs.                                                  |
| 7월 21일         | 오스트리아 오픈 키츠뷔엘, 오스트리아 ATP 250 클레이 (적색) – €622,850 – 28S/16Q/16D 단식 – 복식     | · vs. ·                                                    | · vs. ·                             | vs. · vs.                                | vs. · vs. · vs. · vs.                                                  |
| 7월 21일         | 오스트리아 오픈 키츠뷔엘, 오스트리아 ATP 250 클레이 (적색) – €622,850 – 28S/16Q/16D 단식 – 복식     | / · vs. · /                                                |                                     | vs. · vs.                                | vs. · vs. · vs. · vs.                                                  |
| 7월 21일         | 크로아티아 오픈 우마그, 크로아티아 ATP 250 클레이 (적색) – €622,850 – 28S/16Q/16D 단식 – 복식       | · vs. ·                                                    | · vs. ·                             | vs. · vs.                                | vs. · vs. · P 야마스 루이스 vs. C 우고 카라벨리 · vs.                  |
| 7월 21일         | 크로아티아 오픈 우마그, 크로아티아 ATP 250 클레이 (적색) – €622,850 – 28S/16Q/16D 단식 – 복식       | / · vs. · /                                                |                                     | vs. · vs.                                | vs. · vs. · P 야마스 루이스 vs. C 우고 카라벨리 · vs.                  |
| 7월 28일 8월 4일 | 캐나디안 오픈 토론토, 캐나다 ATP 1000 하드 – $10,913,715 – 96S/48Q/32D 단식 – 복식                  | · vs. ·                                                    | · vs. ·                             | vs. · vs.                                | vs. · vs. · vs. · vs.                                                  |
| 7월 28일 8월 4일 | 캐나디안 오픈 토론토, 캐나다 ATP 1000 하드 – $10,913,715 – 96S/48Q/32D 단식 – 복식                  | / · vs. · /                                                |                                     | vs. · vs.                                | vs. · vs. · vs. · vs.                                                  |

### 8월
| 주               | 토너먼트                                                                                 | 우승자      | 준우승자 | 준결승 진출자 | 8강 진출자 |
| ---------------- | ---------------------------------------------------------------------------------------- | ----------- | -------- | ------------- | ---------- |
| 8월 4일 8월 11일 | 신시내티 오픈 메이슨, 미국 ATP 1000 하드 – $10,699,452 – 96S/48Q/32D 단식 – 복식         | · vs. ·     | · vs. ·  | ·             | ·          |
| 8월 4일 8월 11일 | 신시내티 오픈 메이슨, 미국 ATP 1000 하드 – $10,699,452 – 96S/48Q/32D 단식 – 복식         | / · vs. · / |          | ·             | ·          |
| 8월 18일         | 윈스턴-세일럼 오픈 윈스턴-세일럼, 미국 ATP 250 하드 – $828,925 – 48S/16Q/16D 단식 – 복식 | · vs. ·     | · vs. ·  | ·             | ·          |
| 8월 18일         | 윈스턴-세일럼 오픈 윈스턴-세일럼, 미국 ATP 250 하드 – $828,925 – 48S/16Q/16D 단식 – 복식 | / · vs. · / |          | ·             | ·          |
| 8월 24일 9월 7일 | US 오픈 뉴욕, 미국 그랜드 슬램 하드 – $ – 128S/128Q/64D/16X 단식 – 복식 – 혼합           | · vs. ·     | · vs. ·  | ·             | ·          |
| 8월 24일 9월 7일 | US 오픈 뉴욕, 미국 그랜드 슬램 하드 – $ – 128S/128Q/64D/16X 단식 – 복식 – 혼합           | / · vs. · / |          | ·             | ·          |
| 8월 24일 9월 7일 | US 오픈 뉴욕, 미국 그랜드 슬램 하드 – $ – 128S/128Q/64D/16X 단식 – 복식 – 혼합           | / · vs. · / |          | ·             | ·          |

### 9월
| 주                | 토너먼트                                                                                        | 우승자             | 준우승자           | 준결승 진출자 | 8강 진출자 |
| ----------------- | ----------------------------------------------------------------------------------------------- | ------------------ | ------------------ | ------------- | ---------- |
| 9월 8일           | 데이비스컵 예선 2라운드 14개 팀                                                                 | vs vs vs           | vs vs vs           |               |            |
| 9월 15일          | 레이버 컵 샌프란시스코, 미국 하드 (실내) – $                                                    | 팀 월드 vs 팀 유럽 | 팀 월드 vs 팀 유럽 |               |            |
| 9월 15일          | 청두 오픈 청두시, 중화인민공화국 ATP 250 하드 – $1,220,805 – 28S/16Q/16D 단식 – 복식            | · vs. ·            | · vs. ·            | ·             | ·          |
| 9월 15일          | 청두 오픈 청두시, 중화인민공화국 ATP 250 하드 – $1,220,805 – 28S/16Q/16D 단식 – 복식            | / · vs. · /        |                    | ·             | ·          |
| 9월 15일          | 항저우 오픈 항저우시, 중화인민공화국 ATP 250 하드 (실내) – $1,049,780 – 28S/16Q/16D 단식 – 복식 | · vs. ·            | · vs. ·            | ·             | ·          |
| 9월 15일          | 항저우 오픈 항저우시, 중화인민공화국 ATP 250 하드 (실내) – $1,049,780 – 28S/16Q/16D 단식 – 복식 | / · vs. · /        |                    | ·             | ·          |
| 9월 22일          | 차이나 오픈 베이징시, 중화인민공화국 ATP 500 하드 – $4,194,080 – 32S/16Q/16D 단식 – 복식        | · vs. ·            | · vs. ·            | ·             | ·          |
| 9월 22일          | 차이나 오픈 베이징시, 중화인민공화국 ATP 500 하드 – $4,194,080 – 32S/16Q/16D 단식 – 복식        | / · vs. · /        |                    | ·             | ·          |
| 9월 22일          | 재팬 오픈 도쿄도, 일본 ATP 500 하드 – $2,404,500 – 32S/16Q/16D 단식 – 복식                      | · vs. ·            | · vs. ·            | ·             | ·          |
| 9월 22일          | 재팬 오픈 도쿄도, 일본 ATP 500 하드 – $2,404,500 – 32S/16Q/16D 단식 – 복식                      | / · vs. · /        |                    | ·             | ·          |
| 9월 29일 10월 6일 | 상하이 마스터스 상하이시, 중화인민공화국 ATP 1000 하드 – $10,897,410 – 96S/48Q/32D 단식 – 복식  | · vs. ·            | · vs. ·            | ·             | ·          |
| 9월 29일 10월 6일 | 상하이 마스터스 상하이시, 중화인민공화국 ATP 1000 하드 – $10,897,410 – 96S/48Q/32D 단식 – 복식  | / · vs. · /        |                    | ·             | ·          |

### 10월
| 주        | 토너먼트                                                                                  | 우승자      | 준우승자 | 준결승 진출자 | 8강 진출자 |
| --------- | ----------------------------------------------------------------------------------------- | ----------- | -------- | ------------- | ---------- |
| 10월 13일 | 알마티 오픈 알마티, 카자흐스탄 ATP 250 하드 (실내) – $1,085,850 – 28S/16Q/16D 단식 – 복식 | · vs. ·     | · vs. ·  | ·             | ·          |
| 10월 13일 | 알마티 오픈 알마티, 카자흐스탄 ATP 250 하드 (실내) – $1,085,850 – 28S/16Q/16D 단식 – 복식 | / · vs. · / |          | ·             | ·          |
| 10월 13일 | 유러피언 오픈 브뤼셀, 벨기에 ATP 250 하드 (실내) – €733,665 – 28S/16Q/16D 단식 – 복식     | · vs. ·     | · vs. ·  | ·             | ·          |
| 10월 13일 | 유러피언 오픈 브뤼셀, 벨기에 ATP 250 하드 (실내) – €733,665 – 28S/16Q/16D 단식 – 복식     | / · vs. · / |          | ·             | ·          |
| 10월 13일 | 스톡홀름 오픈 스톡홀름, 스웨덴 ATP 250 하드 (실내) – €733,665 – 28S/16Q/16D 단식 – 복식   | · vs. ·     | · vs. ·  | ·             | ·          |
| 10월 13일 | 스톡홀름 오픈 스톡홀름, 스웨덴 ATP 250 하드 (실내) – €733,665 – 28S/16Q/16D 단식 – 복식   | / · vs. · / |          | ·             | ·          |
| 10월 20일 | 스위스 인도어스 바젤, 스위스 ATP 500 하드 (실내) – €2,684,645 – 32S/16Q/16D 단식 – 복식   | · vs. ·     | · vs. ·  | ·             | ·          |
| 10월 20일 | 스위스 인도어스 바젤, 스위스 ATP 500 하드 (실내) – €2,684,645 – 32S/16Q/16D 단식 – 복식   | / · vs. · / |          | ·             | ·          |
| 10월 20일 | 비엔나 오픈 빈, 오스트리아 ATP 500 하드 (실내) – €2,898,475 – 32S/16Q/16D 단식 – 복식     | · vs. ·     | · vs. ·  | ·             | ·          |
| 10월 20일 | 비엔나 오픈 빈, 오스트리아 ATP 500 하드 (실내) – €2,898,475 – 32S/16Q/16D 단식 – 복식     | / · vs. · / |          | ·             | ·          |
| 10월 27일 | 파리 마스터스 파리, 프랑스 ATP 1000 하드 (실내) – €7,703,855 – 56S/28Q/32D 단식 – 복식    | · vs. ·     | · vs. ·  | ·             | ·          |
| 10월 27일 | 파리 마스터스 파리, 프랑스 ATP 1000 하드 (실내) – €7,703,855 – 56S/28Q/32D 단식 – 복식    | / · vs. · / |          | ·             | ·          |

### 11월
| 주        | 토너먼트                                                                                      | 우승자      | 준우승자 | 준결승 진출자 | 8강 진출자 |
| --------- | --------------------------------------------------------------------------------------------- | ----------- | -------- | ------------- | ---------- |
| 11월 3일  | 베오그라드 오픈 베오그라드, 세르비아 ATP 250 하드 (실내) – €793,530 – 28S/16Q/16D 단식 – 복식 | · vs. ·     | · vs. ·  | ·             | ·          |
| 11월 3일  | 베오그라드 오픈 베오그라드, 세르비아 ATP 250 하드 (실내) – €793,530 – 28S/16Q/16D 단식 – 복식 | / · vs. · / |          | ·             | ·          |
| 11월 3일  | 모젤 오픈 메스, 프랑스 ATP 250 하드 (실내) – €622,850 – 28S/16Q/16D 단식 – 복식               | · vs. ·     | · vs. ·  | ·             | ·          |
| 11월 3일  | 모젤 오픈 메스, 프랑스 ATP 250 하드 (실내) – €622,850 – 28S/16Q/16D 단식 – 복식               | / · vs. · / |          | ·             | ·          |
| 11월 10일 | ATP 파이널스 토리노, 이탈리아 ATP 파이널스 하드 (실내) – $ – 8S/8D (라운드 로빈) 단식 – 복식  | · vs. ·     | · vs. ·  | ·             | ·          |
| 11월 10일 | ATP 파이널스 토리노, 이탈리아 ATP 파이널스 하드 (실내) – $ – 8S/8D (라운드 로빈) 단식 – 복식  | / · vs. · / |          | ·             | ·          |
| 11월 17일 | 데이비스컵 파이널 8 볼로냐, 이탈리아 하드 (실내) – 8개 팀                                     | · vs. ·     | · vs. ·  | ·             |            |

### 12월
| 주        | 토너먼트 | 우승자  | 준우승자 | 준결승 진출자 | 8강 진출자 |
| --------- | --- | ------- | -------- | ------------- | ---------- |
| 12월 15일 | 넥스트 젠 ATP 파이널스 지다, 사우디아라비아 넥스트 제너레이션 ATP 파이널스 하드 (실내) – $ – 8S (라운드 로빈) 단식 | · vs. · | · vs. ·  | ·             | ·          |

## 통계 정보
다음 표는 2025년 캘린더의 모든 토너먼트 카테고리(그랜드 슬램 토너먼트, ATP 파이널스, ATP 마스터스 1000, ATP 500 토너먼트, ATP 250 토너먼트)에서 각 선수와 각 국가가 획득한 단식(S), 복식(D), 혼합 복식(X) 타이틀 수를 보여준다. 선수/국가는 다음 순서로 정렬한다.
1. 총 타이틀 수 (동일 국가를 대표하는 두 선수가 획득한 복식 타이틀은 해당 국가의 1승으로만 간주한다.)
2. 타이틀의 누적 중요도 (그랜드 슬램 우승 1회는 마스터스 1000 우승 2회와 동등하고, 무패 ATP 파이널스 우승 1회는 마스터스 1000 우승 1.5회와 동등하며, 마스터스 1000 우승 1회는 500 이벤트 우승 2회와 동등하고, 500 이벤트 우승 1회는 250 이벤트 우승 2회와 동등하다.)
3. 단식 > 복식 > 혼합 복식 계층 순
4. 알파벳 순서 (선수는 성 기준)

| 그랜드 슬램  |
| ATP 파이널스 |
| ATP 1000     |
| ATP 500      |
| ATP 250      |

### 선수별 획득 타이틀
| 총계 | 선수                         | 그랜드 슬램 | 그랜드 슬램 | 그랜드 슬램 | ATP 파이널스 | ATP 파이널스 | ATP 1000 | ATP 1000 | ATP 1000 | ATP 500 | ATP 500 | ATP 250 | ATP 250 | 총계 | 총계 | 총계 |
| 총계 | 선수                         | S           | D           | X           | S            | D            | S        | D        | X        | S       | D       | S       | D       | S    | D    | X    |
| ---- | ---------------------------- | ----------- | ----------- | ----------- | ------------ | ------------ | -------- | -------- | -------- | ------- | ------- | ------- | ------- | ---- | ---- | ---- |
| 5    | 카를로스 알카라스 (ESP)      | ●           |             |             |              |              | ●        |          |          | ●       |         |         |         | 5    | 0    | 0    |
| 5    | 안드레아 바바소리 (ITA)      |             |             | ●           |              |              |          |          | ●        |         | ●       |         | ●       | 0    | 3    | 2    |
| 5    | 줄리안 캐시 (GBR)            |             | ●           |             |              |              |          |          |          |         | ●       |         | ●       | 0    | 5    | 0    |
| 5    | 로이드 글래스풀 (GBR)        |             | ●           |             |              |              |          |          |          |         | ●       |         | ●       | 0    | 5    | 0    |
| 3    | 마르셀 그라노예르스 (ESP)    |             | ●           |             |              |              |          | ●        |          |         |         |         | ●       | 0    | 3    | 0    |
| 3    | 오라시오 세바요스 (ARG)      |             | ●           |             |              |              |          | ●        |          |         |         |         | ●       | 0    | 3    | 0    |
| 3    | 마르셀로 아레발로 (ESA)      |             |             |             |              |              |          | ●        |          |         |         |         |         | 0    | 3    | 0    |
| 3    | 마테 파비치 (CRO)            |             |             |             |              |              |          | ●        |          |         |         |         |         | 0    | 3    | 0    |
| 3    | 산데르 아렌츠 (NED)          |             |             |             |              |              |          |          |          |         | ●       |         | ●       | 0    | 3    | 0    |
| 3    | 시모네 볼렐리 (ITA)          |             |             |             |              |              |          |          |          |         | ●       |         | ●       | 0    | 3    | 0    |
| 2    | 야닉 시너 (ITA)              | ●           |             |             |              |              |          |          |          |         |         |         |         | 2    | 0    | 0    |
| 2    | 셈 베르베크 (NED)            |             |             | ●           |              |              |          |          |          |         | ●       |         |         | 0    | 1    | 1    |
| 2    | 크리스티안 해리슨 (USA)      |             |             |             |              |              |          |          |          |         | ●       |         |         | 0    | 2    | 0    |
| 2    | 에반 킹 (USA)                |             |             |             |              |              |          |          |          |         | ●       |         |         | 0    | 2    | 0    |
| 2    | 알렉산더 부블리크 (KAZ)      |             |             |             |              |              |          |          |          | ●       |         | ●       |         | 2    | 0    | 0    |
| 2    | 플라비오 코볼리 (ITA)        |             |             |             |              |              |          |          |          | ●       |         | ●       |         | 2    | 0    | 0    |
| 2    | 데니스 샤포발로프 (CAN)      |             |             |             |              |              |          |          |          | ●       |         | ●       |         | 2    | 0    | 0    |
| 2    | 루크 존슨 (GBR)              |             |             |             |              |              |          |          |          |         | ●       |         | ●       | 0    | 2    | 0    |
| 2    | 펠릭스 오제알리아심 (CAN)    |             |             |             |              |              |          |          |          |         |         | ●       |         | 2    | 0    | 0    |
| 2    | 루치아노 다르데리 (ITA)      |             |             |             |              |              |          |          |          |         |         | ●       |         | 2    | 0    | 0    |
| 2    | 테일러 프리츠 (USA)          |             |             |             |              |              |          |          |          |         |         | ●       |         | 2    | 0    | 0    |
| 2    | 미오미르 케츠마노비치 (SRB)  |             |             |             |              |              |          |          |          |         |         | ●       | ●       | 1    | 1    | 0    |
| 2    | 기예르모 안드레오지 (ARG)    |             |             |             |              |              |          |          |          |         |         |         | ●       | 0    | 2    | 0    |
| 2    | 산티아고 곤살레스 (MEX)      |             |             |             |              |              |          |          |          |         |         |         | ●       | 0    | 2    | 0    |
| 2    | 오스틴 크라이첵 (USA)        |             |             |             |              |              |          |          |          |         |         |         | ●       | 0    | 2    | 0    |
| 1    | 하리 헬리오바라 (FIN)        |             | ●           |             |              |              |          |          |          |         |         |         |         | 0    | 1    | 0    |
| 1    | 헨리 패튼 (GBR)              |             | ●           |             |              |              |          |          |          |         |         |         |         | 0    | 1    | 0    |
| 1    | 존 피어스 (AUS)              |             |             | ●           |              |              |          |          |          |         |         |         |         | 0    | 0    | 1    |
| 1    | 잭 드레이퍼 (GBR)            |             |             |             |              |              | ●        |          |          |         |         |         |         | 1    | 0    | 0    |
| 1    | 야쿠프 멘시크 (CZE)          |             |             |             |              |              | ●        |          |          |         |         |         |         | 1    | 0    | 0    |
| 1    | 카스페르 루드 (NOR)          |             |             |             |              |              | ●        |          |          |         |         |         |         | 1    | 0    | 0    |
| 1    | 로맹 아르네오도 (MON)        |             |             |             |              |              |          | ●        |          |         |         |         |         | 0    | 1    | 0    |
| 1    | 마뉘엘 기나르 (FRA)          |             |             |             |              |              |          | ●        |          |         |         |         |         | 0    | 1    | 0    |
| 1    | 세바스티안 바에스 (ARG)      |             |             |             |              |              |          |          |          | ●       |         |         |         | 1    | 0    | 0    |
| 1    | 토마시 마하치 (CZE)          |             |             |             |              |              |          |          |          | ●       |         |         |         | 1    | 0    | 0    |
| 1    | 안드레이 루블료프            |             |             |             |              |              |          |          |          | ●       |         |         |         | 1    | 0    | 0    |
| 1    | 홀게르 루네 (DEN)            |             |             |             |              |              |          |          |          | ●       |         |         |         | 1    | 0    | 0    |
| 1    | 스테파노스 치치파스 (GRE)    |             |             |             |              |              |          |          |          | ●       |         |         |         | 1    | 0    | 0    |
| 1    | 알렉산더 츠베레프 (GER)      |             |             |             |              |              |          |          |          | ●       |         |         |         | 1    | 0    | 0    |
| 1    | 유키 밤브리 (IND)            |             |             |             |              |              |          |          |          |         | ●       |         |         | 0    | 1    | 0    |
| 1    | 앙드레 예란손 (SWE)          |             |             |             |              |              |          |          |          |         | ●       |         |         | 0    | 1    | 0    |
| 1    | 케빈 크라비츠 (GER)          |             |             |             |              |              |          |          |          |         | ●       |         |         | 0    | 1    | 0    |
| 1    | 라파엘 마토스 (BRA)          |             |             |             |              |              |          |          |          |         | ●       |         |         | 0    | 1    | 0    |
| 1    | 마르셀루 멜루 (BRA)          |             |             |             |              |              |          |          |          |         | ●       |         |         | 0    | 1    | 0    |
| 1    | 알렉세이 포피린 (AUS)        |             |             |             |              |              |          |          |          |         | ●       |         |         | 0    | 1    | 0    |
| 1    | 팀 퓌츠 (GER)                |             |             |             |              |              |          |          |          |         | ●       |         |         | 0    | 1    | 0    |
| 1    | 젠슨 브룩스비 (USA)          |             |             |             |              |              |          |          |          |         |         | ●       |         | 1    | 0    | 0    |
| 1    | 가브리엘 디알로 (CAN)        |             |             |             |              |              |          |          |          |         |         | ●       |         | 1    | 0    | 0    |
| 1    | 라스로 제레 (SRB)            |             |             |             |              |              |          |          |          |         |         | ●       |         | 1    | 0    | 0    |
| 1    | 노바크 조코비치 (SRB)        |             |             |             |              |              |          |          |          |         |         | ●       |         | 1    | 0    | 0    |
| 1    | 주앙 폰세카 (BRA)            |             |             |             |              |              |          |          |          |         |         | ●       |         | 1    | 0    | 0    |
| 1    | 탈론 그릭스푸어 (NED)        |             |             |             |              |              |          |          |          |         |         | ●       |         | 1    | 0    | 0    |
| 1    | 위고 욍베르 (FRA)            |             |             |             |              |              |          |          |          |         |         | ●       |         | 1    | 0    | 0    |
| 1    | 이르지 레헤츠카 (CZE)        |             |             |             |              |              |          |          |          |         |         | ●       |         | 1    | 0    | 0    |
| 1    | 가엘 몽피스 (FRA)            |             |             |             |              |              |          |          |          |         |         | ●       |         | 1    | 0    | 0    |
| 1    | 알렉상드르 뮐레르 (FRA)      |             |             |             |              |              |          |          |          |         |         | ●       |         | 1    | 0    | 0    |
| 1    | 테오 아리바게 (FRA)          |             |             |             |              |              |          |          |          |         |         |         | ●       | 0    | 1    | 0    |
| 1    | 니콜라스 바리엔토스 (COL)    |             |             |             |              |              |          |          |          |         |         |         | ●       | 0    | 1    | 0    |
| 1    | 리트빅 초두리 볼리팔리 (IND) |             |             |             |              |              |          |          |          |         |         |         | ●       | 0    | 1    | 0    |
| 1    | 뱅자맹 봉지 (FRA)            |             |             |             |              |              |          |          |          |         |         |         | ●       | 0    | 1    | 0    |
| 1    | 프란시스코 카브랄 (POR)      |             |             |             |              |              |          |          |          |         |         |         | ●       | 0    | 1    | 0    |
| 1    | 로버트 캐시 (USA)            |             |             |             |              |              |          |          |          |         |         |         | ●       | 0    | 1    | 0    |
| 1    | 사디오 둠비아 (FRA)          |             |             |             |              |              |          |          |          |         |         |         | ●       | 0    | 1    | 0    |
| 1    | 매슈 에브덴 (AUS)            |             |             |             |              |              |          |          |          |         |         |         | ●       | 0    | 1    | 0    |
| 1    | 로빈 하세 (NED)              |             |             |             |              |              |          |          |          |         |         |         | ●       | 0    | 1    | 0    |
| 1    | 피에르위그 에르베르 (FRA)    |             |             |             |              |              |          |          |          |         |         |         | ●       | 0    | 1    | 0    |
| 1    | 니콜라 멕티치 (CRO)          |             |             |             |              |              |          |          |          |         |         |         | ●       | 0    | 1    | 0    |
| 1    | 루카스 미들러 (AUT)          |             |             |             |              |              |          |          |          |         |         |         | ●       | 0    | 1    | 0    |
| 1    | 브랜던 나카시마 (USA)        |             |             |             |              |              |          |          |          |         |         |         | ●       | 0    | 1    | 0    |
| 1    | 페트르 노우자 (CZE)          |             |             |             |              |              |          |          |          |         |         |         | ●       | 0    | 1    | 0    |
| 1    | 파비앙 르불 (FRA)            |             |             |             |              |              |          |          |          |         |         |         | ●       | 0    | 1    | 0    |
| 1    | 파트리크 리클 (CZE)          |             |             |             |              |              |          |          |          |         |         |         | ●       | 0    | 1    | 0    |
| 1    | 페르난도 롬볼리 (BRA)        |             |             |             |              |              |          |          |          |         |         |         | ●       | 0    | 1    | 0    |
| 1    | 존 패트릭 스미스 (AUS)       |             |             |             |              |              |          |          |          |         |         |         | ●       | 0    | 1    | 0    |
| 1    | 조던 톰슨 (AUS)              |             |             |             |              |              |          |          |          |         |         |         | ●       | 0    | 1    | 0    |
| 1    | JJ 트레이시 (USA)            |             |             |             |              |              |          |          |          |         |         |         | ●       | 0    | 1    | 0    |
| 1    | 보티크 반 드 잔트슐프 (NED)  |             |             |             |              |              |          |          |          |         |         |         | ●       | 0    | 1    | 0    |
| 1    | 마이클 비너스 (NZL)          |             |             |             |              |              |          |          |          |         |         |         | ●       | 0    | 1    | 0    |

### 국가별 획득 타이틀
| 총계 | 국가                 | 그랜드 슬램 | 그랜드 슬램 | 그랜드 슬램 | ATP 파이널스 | ATP 파이널스 | ATP 1000 | ATP 1000 | ATP 1000 | ATP 500 | ATP 500 | ATP 250 | ATP 250 | 총계 | 총계 | 총계 |
| 총계 | 국가                 | S | D           | X           | S            | D            | S        | D        | X        | S       | D       | S       | D       | S    | D    | X    |
| ---- | -------------------- | --- | ----------- | ----------- | ------------ | ------------ | -------- | -------- | -------- | ------- | ------- | ------- | ------- | ---- | ---- | ---- |
| 11   | 이탈리아 (ITA)       | 2 |             | 1           |              |              |          |          | 1        | 1       | 2       | 3       | 1       | 6    | 3    | 2    |
| 9    | 영국 (GBR)           | | 2           |             |              |              | 1        |          |          |         | 3       |         | 3       | 1    | 8    | 0    |
| 9    | 미국 (USA)           | |             |             |              |              |          |          |          |         | 2       | 3       | 4       | 3    | 6    | 0    |
| 8    | 스페인 (ESP)         | 1 | 1           |             |              |              | 2        | 1        |          | 2       |         |         | 1       | 5    | 3    | 0    |
| 7    | 네덜란드 (NED)       | |             | 1           |              |              |          |          |          |         | 2       | 1       | 3       | 1    | 5    | 1    |
| 7    | 프랑스 (FRA)         | |             |             |              |              |          | 1        |          |         |         | 3       | 3       | 3    | 4    | 0    |
| 6    | 아르헨티나 (ARG)     | | 1           |             |              |              |          | 1        |          | 1       |         |         | 3       | 1    | 5    | 0    |
| 5    | 캐나다 (CAN)         | |             |             |              |              |          |          |          | 1       |         | 4       |         | 5    | 0    | 0    |
| 4    | 크로아티아 (CRO)     | |             |             |              |              |          | 3        |          |         |         |         | 1       | 0    | 4    | 0    |
| 4    | 오스트레일리아 (AUS) | |             | 1           |              |              |          |          |          |         | 1       |         | 2       | 0    | 3    | 1    |
| 4    | 체코 (CZE)           | |             |             |              |              | 1        |          |          | 1       |         | 1       | 1       | 3    | 1    | 0    |
| 4    | 세르비아 (SRB)       | |             |             |              |              |          |          |          |         |         | 3       | 1       | 3    | 1    | 0    |
| 3    | 엘살바도르 (ESA)     | |             |             |              |              |          | 3        |          |         |         |         |         | 0    | 3    | 0    |
| 3    | 브라질 (BRA)         | |             |             |              |              |          |          |          |         | 1       | 1       | 1       | 1    | 2    | 0    |
| 2    | 독일 (GER)           | |             |             |              |              |          |          |          | 1       | 1       |         |         | 1    | 1    | 0    |
| 2    | 카자흐스탄 (KAZ)     | |             |             |              |              |          |          |          | 1       |         | 1       |         | 2    | 0    | 0    |
| 2    | 인도 (IND)           | |             |             |              |              |          |          |          |         | 1       |         | 1       | 0    | 2    | 0    |
| 2    | 멕시코 (MEX)         | |             |             |              |              |          |          |          |         |         |         | 2       | 0    | 2    | 0    |
| 1    | 핀란드 (FIN)         | | 1           |             |              |              |          |          |          |         |         |         |         | 0    | 1    | 0    |
| 1    | 노르웨이 (NOR)       | |             |             |              |              | 1        |          |          |         |         |         |         | 1    | 0    | 0    |
| 1    | 모나코 (MON)         | |             |             |              |              |          | 1        |          |         |         |         |         | 0    | 1    | 0    |
| 1    | 덴마크 (DEN)         | |             |             |              |              |          |          |          | 1       |         |         |         | 1    | 0    | 0    |
| 1    | 그리스 (GRE)         | |             |             |              |              |          |          |          | 1       |         |         |         | 1    | 0    | 0    |
| 1    | 스웨덴 (SWE)         | |             |             |              |              |          |          |          |         | 1       |         |         | 0    | 1    | 0    |
| 1    | 오스트리아 (AUT)     | |             |             |              |              |          |          |          |         |         |         | 1       | 0    | 1    | 0    |
| 1    | 콜롬비아 (COL)       | style="background:#F3E6D7;"\| \|\| style="background:#F3E6D7;"\| \|\| style="background:#ffc;" \| \|\| style="background:#ffc;"\| \|\| style="background:#e9e9e9;"\| \|\| style="background:#D4F1C5;"\| \|\| 1 \|\| style="background:#efefef;"\|0 \|\| style="background:#efefef;"\|1 \|\| style="background:#efefef;"\|0 |             |             |              |              |          |          |          |         |         |         |         |      |      |      |
| 1    | 뉴질랜드 (NZL)       | |             |             |              |              |          |          |          |         |         |         | 1       | 0    | 1    | 0    |
| 1    | 포르투갈 (POR)       | |             |             |              |              |          |          |          |         |         |         | 1       | 0    | 1    | 0    |

### 타이틀 정보
다음 선수들은 단식, 복식 또는 혼합 복식에서 첫 메인 서킷 타이틀을 획득했다:
단식
- 알렉상드르 뮐레르 (27년 11개월 4일) – 홍콩 (대진표)
- 주앙 폰세카 (18년 5개월 26일) – 부에노스아이레스 (대진표)
- 토마시 마하치 (24년 4개월 16일) – 아카풀코 (대진표)
- 야쿱 멘시크 (19년 6개월 29일) – 마이애미 (대진표)
- 플라비오 코볼리 (22년 11개월) – 부쿠레슈티 (대진표)
- 젠슨 브룩스비 (24년 5개월 11일) – 휴스턴 (대진표)
- 가브리엘 디알로 (23년 8개월 22일) – 스헤르토헨보스 (대진표)

복식
- 크리스티안 해리슨 (30년 8개월 11일) – 댈러스 (대진표)
- 에반 킹 (32년 10개월 15일) – 댈러스 (대진표)
- 뱅자맹 본지 (28년 8개월 7일) – 마르세유 (대진표)
- 테오 아리바제 (24년 4개월 7일) – 부에노스아이레스 (대진표)
- 브랜든 나카시마 (23년 6개월 13일) – 델레이비치 (대진표)
- 알렉세이 포피린 (25년 6개월 24일) – 두바이 (대진표)
- 페트르 노우자 (26년 6개월 27일) – 마라케시 (대진표)
- 파트리크 리클 (26년 2개월 30일) – 마라케시 (대진표)
- 마누엘 기나르 (29년 4개월 28일) – 몬테카를로 (대진표)
- 로버트 캐시 (24년 4개월 12일) – 로스 카보스 (대진표)
- JJ 트레이시 (23년 9일) – 로스 카보스 (대진표)

혼합 복식
- 셈 베르베크 (31년 2개월 28일) – 윔블던 (대진표)

다음 선수들은 단식, 복식 또는 혼합 복식에서 메인 서킷 타이틀을 방어했다:
단식
- 야닉 시너 – 오스트레일리아 오픈 (대진표)
- 위고 움베르 – 마르세유 (대진표)
- 세바스티안 바에즈 – 리우데자네이루 (대진표)
- 카를로스 알카라스 – '프랑스 오픈 (대진표)
- 테일러 프리츠 – 이스트본 (대진표)

복식
- 로이드 글래스풀 – 브리즈번 (대진표)
- 니콜라 멕티치 – 오클랜드 (대진표)
- 하파엘 마토스 – 리우데자네이루 (대진표)

혼합 복식

### 최고 랭킹
다음 선수들은 이번 시즌에 톱 50 안에 들면서 경력 최고 랭킹을 달성했다 (굵은 글씨는 처음으로 톱 10에 들거나 세계 랭킹 1위가 된 선수):
단식
- 이르지 레헤츠카 (2월 24일 22위 달성)
- 조반니 음페치 페리카르 (2월 24일 29위 달성)
- 페드로 마르티네스 (2월 24일 36위 달성)
- 토마시 마하치 (3월 3일 20위 달성)
- 알렉상드르 뮐레르 (4월 7일 39위 달성)
- 아르튀르 필스 (4월 14일 14위 달성)
- 프란시스코 세룬돌로 (5월 5일 18위 달성)
- 브랜든 나카시마 (5월 5일 29위 달성)
- 지주 베르흐스 (5월 19일 49위 달성)
- 잭 드레이퍼 (6월 9일 4위 달성)
- 로렌초 무세티 (6월 9일 6위 달성)
- 토미 폴 (6월 9일 8위 달성)
- 야쿱 멘시크 (6월 9일 17위 달성)
- 알렉세이 포피린 (6월 9일 21위 달성)
- 제이콥 펀리 (6월 9일 49위 달성)
- 캉탱 알리스 (6월 30일 46위 달성)
- 알렉스 미켈센 (7월 14일 30위 달성)
- 벤 셸턴 (7월 21일 8위 달성)
- 플라비오 코볼리 (7월 21일 18위 달성)
- 가브리엘 디알로 (7월 21일 35위 달성)
- 주앙 폰세카 (7월 21일 47위 달성)
- 자우메 무나르 (7월 21일 50위 달성)

복식
- 시모네 볼렐리 (1월 13일 6위 달성)
- 헨리 패튼 (1월 27일 3위 달성)
- 내서니얼 램몬스 (1월 27일 17위 달성)
- 케빈 크라비츠 (2월 10일 5위 달성)
- 로버트 갤러웨이 (2월 10일 25위 달성)
- 팀 푸츠 (2월 17일 6위 달성)
- 하리 헬리오바라 (3월 31일 3위 달성)
- 유키 밤브리 (3월 31일 26위 달성)
- 세바스티안 코르다 (3월 31일 46위 달성)
- 마누엘 기나르 (4월 14일 36위 달성)
- 로맹 아르네오도 (4월 14일 43위 달성)
- 에반 킹 (5월 5일 18위 달성)
- 앙드레 예란손 (5월 19일 26위 달성)
- 셈 베르베크 (5월 19일 29위 달성)
- 파비앙 레불 (5월 26일 22위 달성)
- 사디오 둠비아 (5월 26일 26위 달성)
- 콘스탄틴 프란첸 (6월 9일 42위 달성)
- 로이드 글래스풀 (7월 14일 3위 달성)
- 줄리안 캐시 (7월 14일 4위 달성)
- 크리스티안 해리슨 (7월 14일 17위 달성)
- 다비드 펠 (7월 14일 37위 달성)
- 산더르 아렌즈 (7월 21일 23위 달성)
- 루크 존슨 (7월 21일 28위 달성)
- 프란시스코 카브랄 (7월 21일 37위 달성)
- 귀도 안드레오치 (7월 21일 41위 달성)
- 페르난도 롬볼리 (7월 21일 48위 달성)

## ATP 랭킹
| 단식 |

#### 1위 랭킹
| 보유자          | 획득일      | 상실일 |
| --------------- | ----------- | ------ |
| 야닉 시너 (ITA) | 2024년 연말 |        |

| Current tennis rankings | Current tennis rankings |

| 보유자                                    | 획득일      | 상실일 |
| ----------------------------------------- | ----------- | ------ |
| 마르셀로 아레발로 (ESA) 마테 파비치 (CRO) | 2024년 연말 |        |

## 포인트 분배
포인트는 다음과 같이 부여된다:
| 카테고리             | W                       | F                                     | SF                                    | QF                                                                             | R16                                                                            | R32                                                                            | R64                                                                            | R128                                                                           | Q                                                                              | Q3                                                                             | Q2                                                                             | Q1                                                                             |
| 그랜드 슬램 (128S)   | 2000                    | 1300                                  | 800                                   | 400                                                                            | 200                                                                            | 100                                                                            | 50                                                                             | 10                                                                             | 30                                                                             | 16                                                                             | 8                                                                              | 0                                                                              |
| 그랜드 슬램 (64D)    | 2000                    | 1200                                  | 720                                   | 360                                                                            | 180                                                                            | 90                                                                             | 0                                                                              | –                                                                              | 25                                                                             | –                                                                              | 0                                                                              | 0                                                                              |
| ATP 파이널스 (8S/8D) | 1500 (최대) 1100 (최소) | 1000 (최대) 600 (최소)                | 600 (최대) 200 (최소)                 | 각 라운드 로빈 경기 승리 시 200점, 준결승 승리 시 +400점, 결승 승리 시 +500점. | 각 라운드 로빈 경기 승리 시 200점, 준결승 승리 시 +400점, 결승 승리 시 +500점. | 각 라운드 로빈 경기 승리 시 200점, 준결승 승리 시 +400점, 결승 승리 시 +500점. | 각 라운드 로빈 경기 승리 시 200점, 준결승 승리 시 +400점, 결승 승리 시 +500점. | 각 라운드 로빈 경기 승리 시 200점, 준결승 승리 시 +400점, 결승 승리 시 +500점. | 각 라운드 로빈 경기 승리 시 200점, 준결승 승리 시 +400점, 결승 승리 시 +500점. | 각 라운드 로빈 경기 승리 시 200점, 준결승 승리 시 +400점, 결승 승리 시 +500점. | 각 라운드 로빈 경기 승리 시 200점, 준결승 승리 시 +400점, 결승 승리 시 +500점. | 각 라운드 로빈 경기 승리 시 200점, 준결승 승리 시 +400점, 결승 승리 시 +500점. |
| ATP 1000 (96S)       | 1000                    | 650                                   | 400                                   | 200                                                                            | 100                                                                            | 50                                                                             | 30                                                                             | 10                                                                             | 20                                                                             | –                                                                              | 10                                                                             | 0                                                                              |
| ATP 1000 (56S)       | 1000                    | 650                                   | 400                                   | 200                                                                            | 100                                                                            | 50                                                                             | 10                                                                             | –                                                                              | 30                                                                             | –                                                                              | 16                                                                             | 0                                                                              |
| ATP 1000 (32D)       | 1000                    | 600                                   | 360                                   | 180                                                                            | 90                                                                             | 0                                                                              | –                                                                              | –                                                                              | –                                                                              | –                                                                              | –                                                                              | –                                                                              |
| ATP 500 (48S)        | 500                     | 330                                   | 200                                   | 100                                                                            | 50                                                                             | 25                                                                             | 0                                                                              | –                                                                              | 16                                                                             | –                                                                              | 8                                                                              | 0                                                                              |
| ATP 500 (32S)        | 500                     | 330                                   | 200                                   | 100                                                                            | 50                                                                             | 0                                                                              | –                                                                              | –                                                                              | 25                                                                             | –                                                                              | 13                                                                             | 0                                                                              |
| ATP 500 (16D)        | 500                     | 300                                   | 180                                   | 90                                                                             | 0                                                                              | –                                                                              | –                                                                              | –                                                                              | 45                                                                             | –                                                                              | 25                                                                             | 0                                                                              |
| ATP 250 (48S)        | 250                     | 165                                   | 100                                   | 50                                                                             | 25                                                                             | 13                                                                             | 0                                                                              | –                                                                              | 8                                                                              | –                                                                              | 4                                                                              | 0                                                                              |
| ATP 250 (32S/28S)    | 250                     | 165                                   | 100                                   | 50                                                                             | 25                                                                             | 0                                                                              | –                                                                              | –                                                                              | 13                                                                             | –                                                                              | 7                                                                              | 0                                                                              |
| ATP 250 (16D)        | 250                     | 150                                   | 90                                    | 45                                                                             | 0                                                                              | –                                                                              | –                                                                              | –                                                                              | –                                                                              | –                                                                              | –                                                                              | –                                                                              |
| 유나이티드 컵        | 500 (최대)              | 자세한 내용은 2025 유나이티드 컵 참조 | 자세한 내용은 2025 유나이티드 컵 참조 | 자세한 내용은 2025 유나이티드 컵 참조                                          | 자세한 내용은 2025 유나이티드 컵 참조                                          | 자세한 내용은 2025 유나이티드 컵 참조                                          | 자세한 내용은 2025 유나이티드 컵 참조                                          | 자세한 내용은 2025 유나이티드 컵 참조                                          | 자세한 내용은 2025 유나이티드 컵 참조                                          | 자세한 내용은 2025 유나이티드 컵 참조                                          | 자세한 내용은 2025 유나이티드 컵 참조                                          | 자세한 내용은 2025 유나이티드 컵 참조                                          |

## 상금 리더
| 상금 (미국 달러) 2025년 7월 21일 기준 | 상금 (미국 달러) 2025년 7월 21일 기준 | 상금 (미국 달러) 2025년 7월 21일 기준 | 상금 (미국 달러) 2025년 7월 21일 기준 | 상금 (미국 달러) 2025년 7월 21일 기준 |
| 순위                                  | 선수                                  | 단식                                  | 복식                                  | 연간 총액                             |
| ------------------------------------- | ------------------------------------- | ------------------------------------- | ------------------------------------- | ------------------------------------- |
| 1                                     | 카를로스 알카라스                     | $9,507,272                            | $0                                    | $9,507,272                            |
| 2                                     | 야닉 시너                             | $8,437,163                            | $6,245                                | $8,443,408                            |
| 3                                     | 알렉산더 츠베레프                     | $3,527,552                            | $23,636                               | $3,551,188                            |
| 4                                     | 노바크 조코비치                       | $3,400,133                            | $12,930                               | $3,413,063                            |
| 5                                     | 잭 드레이퍼                           | $3,267,704                            | $25,290                               | $3,292,994                            |
| 6                                     | 테일러 프리츠                         | $3,149,610                            | $19,192                               | $3,168,802                            |
| 7                                     | 로렌초 무세티                         | $2,537,173                            | $39,079                               | $2,576,252                            |
| 8                                     | 카스페르 루드                         | $2,564,639                            | $0                                    | $2,564,639                            |
| 9                                     | 앨릭스 디미노어                       | $2,405,198                            | $26,204                               | $2,431,402                            |
| 10                                    | 벤 셸턴                               | $2,345,368                            | $82,604                               | $2,427,972                            |

## 은퇴
다음은 2025 시즌 동안 프로 테니스에서 은퇴를 발표했거나, 활동을 중단했거나(52주 이상 경기를 하지 않음), 영구적으로 출전이 금지된 주목할 만한 선수들(메인 투어 타이틀 우승자 및 단식 ATP 랭킹 200위 이내, 또는 복식 ATP 랭킹 100위 이내에 최소 1주간 포함된 선수들)의 목록이다:
- 그레그와르 바레르는 2012년 프로 투어에 합류하여 2023년 7월 단식 최고 랭킹 49위를 기록했다. 2025년 5월 프랑스 오픈에서 그는 2025 시즌을 끝으로 프로 테니스에서 은퇴할 것이라고 발표했다.[7]
- 마커스 대니얼은 2008년 프로 투어에 합류하여 2018년 1월 복식 최고 랭킹 34위를 기록했다. 그는 마이클 비너스와 함께 2020년 하계 올림픽 동메달을 포함하여 5개의 복식 타이틀을 획득했다. 대니얼은 2025년 1월 2025 ASB 클래식에서 마지막 경기를 치르고 프로 테니스에서 은퇴했다.[8][9]
- 에르네스토 에스코베도는 2014년 프로 투어에 합류하여 2017년 7월 단식 최고 랭킹 67위를 기록했다. 그는 2025년 3월 프로 테니스 은퇴를 발표했다.[10]
- 파비오 포니니는 2004년 프로 투어에 합류하여 2019년 7월 단식 최고 랭킹 9위, 2015년 7월 복식 최고 랭킹 7위를 기록했다. 그는 9개의 단식 타이틀과 8개의 복식 타이틀을 획득했다. 포니니는 2025년 5월 이탈리아 오픈에서 2025년 대회가 그의 고향 마스터스에서 마지막 출전이 될 것이라고 발표했다.[11] 그는 2025년 윔블던 선수권 대회에서 마지막 프로 경기를 치렀고, 2025년 7월 9일 포니니는 공식적으로 테니스 은퇴를 발표했다.[12]

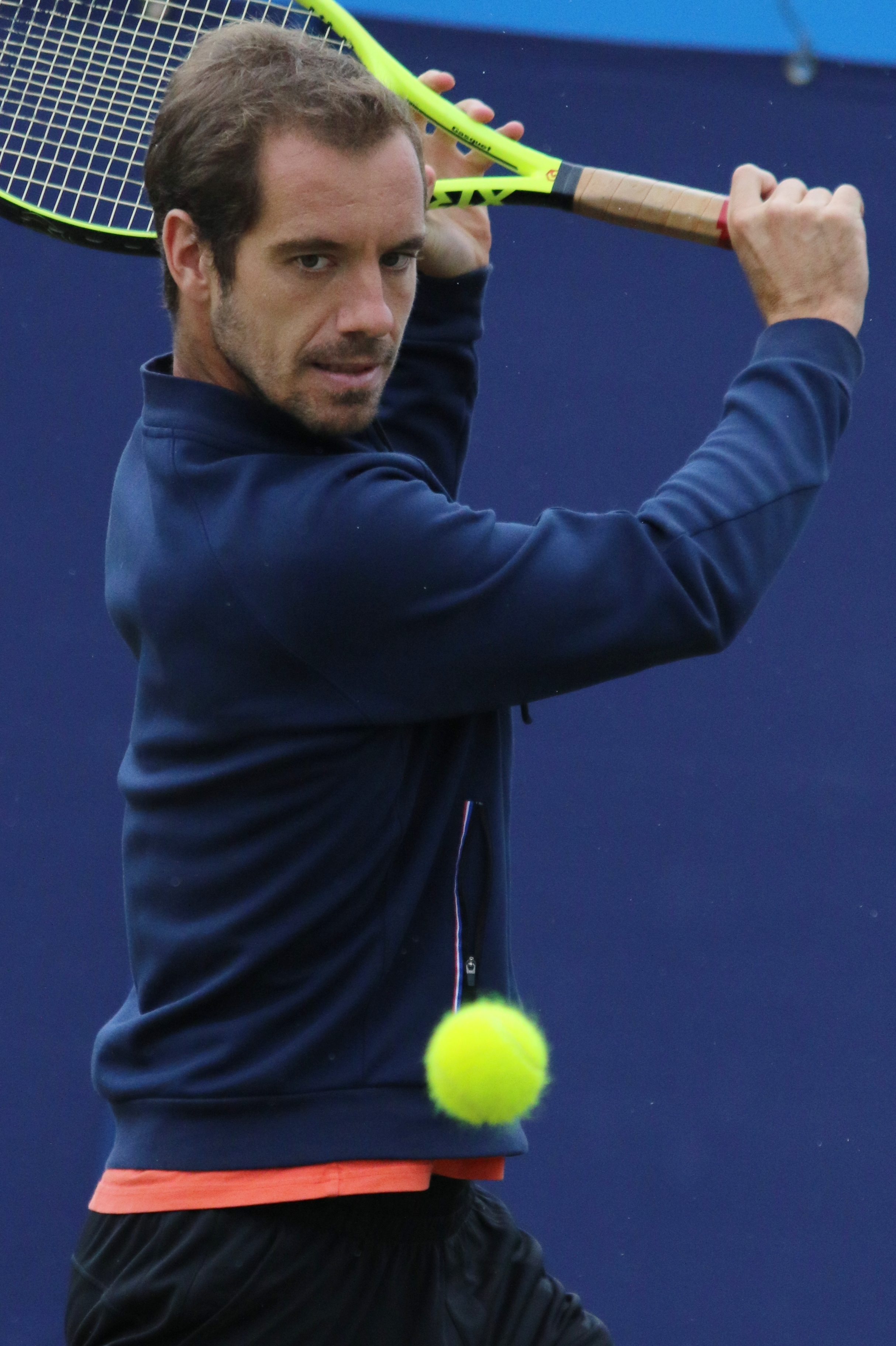
2017년 가스케의 모습. 그는 전 세계 랭킹 7위이며 16개의 단식 타이틀을 획득했다.

- 리샤르 가스케는 2002년 프로 투어에 합류하여 2007년 7월 단식 최고 랭킹 7위를 기록했다. 그는 16개의 단식 타이틀과 2개의 복식 타이틀을 획득했다. 2024년 10월 10일, 가스케는 2025년 호프먼컵을 마지막으로 프로 테니스에서 은퇴할 것이라고 발표했다.[13][14]
- 데니스 쿠들라는 2010년 프로 투어에 합류하여 2016년 5월 단식 최고 랭킹 53위를 기록했다. 쿠들라는 2025년 1월 유나이티드 컵에서 프로 테니스 은퇴를 발표했다.[15]

- 니콜라 마위는 2000년 프로 투어에 합류하여 2014년 5월 단식 최고 랭킹 37위, 2016년 6월 복식 최고 랭킹 1위를 기록했다. 그는 4개의 단식 타이틀과 37개의 복식 타이틀을 획득했으며, 복식에서 커리어 그랜드 슬램을 달성했다. 2025년 5월 프랑스 오픈에서 마위는 2025 시즌을 끝으로 프로 테니스에서 은퇴할 것이라고 발표했다.[16]
- 바세크 포스피실은 2007년 프로 투어에 합류하여 2014년 1월 단식 최고 랭킹 25위, 2015년 4월 복식 최고 랭킹 4위를 기록했다. 그는 7개의 복식 타이틀을 획득했다. 포스피실은 2025년 2월 2일 데이비스컵 경기 후, 이번 시즌이 그의 마지막 시즌이 될 것이라고 발표했으며,[17] 마지막 대회는 토론토에서 열리는 그의 고향 대회인 2025 내셔널 뱅크 오픈이 될 것이라고 밝혔다.[18][19]
- 알베르트 라모스 비뇰라스는 2007년 프로 투어에 합류하여 2017년 5월 단식 최고 랭킹 17위를 기록했다. 그는 4개의 단식 타이틀을 획득했다. 라모스 비뇰라스는 2025년 3월 30일 2025 시즌이 투어에서 그의 마지막 시즌이 될 것이라고 발표했다.[20]
- 루크 새빌은 2012년 프로 투어에 합류하여 2021년 11월 복식 최고 랭킹 23위를 기록했다. 새빌은 2025년 1월 오스트레일리아 오픈에서 마지막 경기를 치르고 프로 테니스에서 은퇴했다.[21][22]
- 디에고 슈와르츠만은 2010년 프로 투어에 합류하여 2020년 10월 단식 최고 랭킹 8위를 기록했다. 그는 4개의 단식 타이틀을 획득했다. 2024년 5월, 슈와르츠만은 2025년 아르헨티나 오픈을 마지막으로 프로 테니스에서 은퇴할 것이라고 발표했다.[23]
- 팀 판 라이토번은 2015년 프로 투어에 합류하여 2022년 7월 단식 최고 랭킹 101위를 기록했다. 그는 2022 리베마 오픈에서 1개의 단식 타이틀을 획득했다. 2025년 7월 9일, 판 라이토번은 팔꿈치 부상으로 어려움을 겪은 후 프로 테니스 은퇴를 발표했다.[24] 그의 마지막 프로 경기는 2025년 프랑스 오픈이었다.[25]
- 페르난도 베르다스코는 2001년 프로 투어에 합류하여 2009년 4월 단식 최고 랭킹 7위, 2013년 11월 복식 최고 랭킹 8위를 기록했다. 그는 7개의 단식 타이틀과 8개의 복식 타이틀을 획득했다. 베르다스코는 2025년 2월 14일 도하 카타르 엑슨모빌 오픈에서 노바크 조코비치와 복식 파트너로 마지막 경기를 치른 후 은퇴를 발표했다.[26][27]

## 복귀 및 출전
- 젠슨 브룩스비는 부상과 도핑 징계로 1년 이상 활동을 중단한 후 2025년 오스트레일리아 오픈에서 투어에 복귀했다.
- 일리야 이바슈카는 1년의 활동 중단 후 ITF 남자 월드 테니스 투어에 복귀했다.
- 데니스 이스토민은 3월 셰르부르 챌린저에서 ITF 남자 월드 테니스 투어에 복귀했다.
- 잭 속은 2025년 7월 뉴포트 챌린저에서 한 차례 대회에 복귀했다.
- 세드릭-마르셀 슈테베는 2년의 활동 중단 후 ITF 남자 월드 테니스 투어에 복귀했다.
- 미카엘 이메르는 2024년 도핑 징계 만료 후 ITF 남자 월드 테니스 투어에 복귀했다.

## 같이 보기
- 2025 WTA 투어
- 2025 ATP 챌린저 투어
- 2025 ITF 남자 월드 테니스 투어

## 내용주
1. ↑  As of 1 March 2022, the ATP announced that
players from Russia and Belarus will not compete in tournaments under the name or flag of Russia or Belarus due to the 러시아의 우크라이나 침공.[4]
2. ↑  Name and ranking in bold means the player entered the top 10 or became world No. 1 for the first time this year, and only the ranking in bold means the player had entered the top 10 in a previous season (before 2024) but reached a new career-high ranking this year.